# 東急バス瀬田営業所

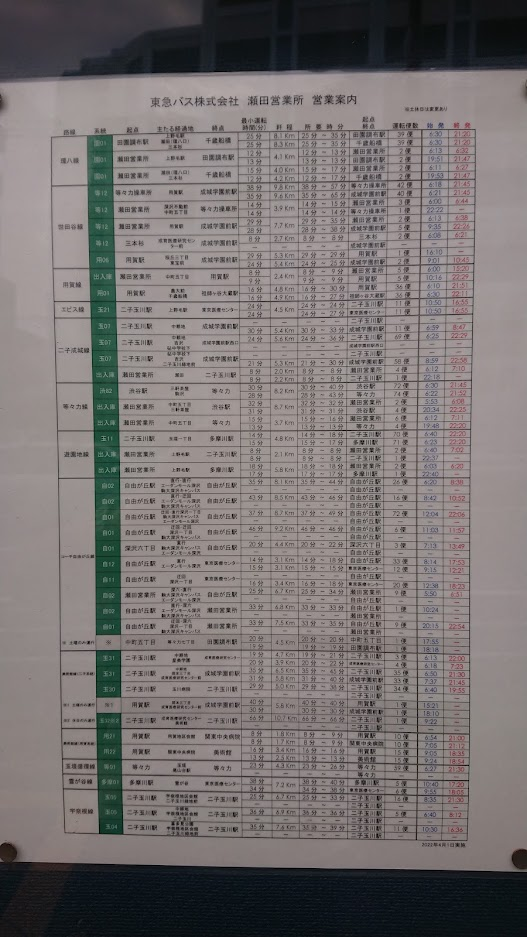
2022/4/1現在の瀬田営業所所管路線が網羅されている

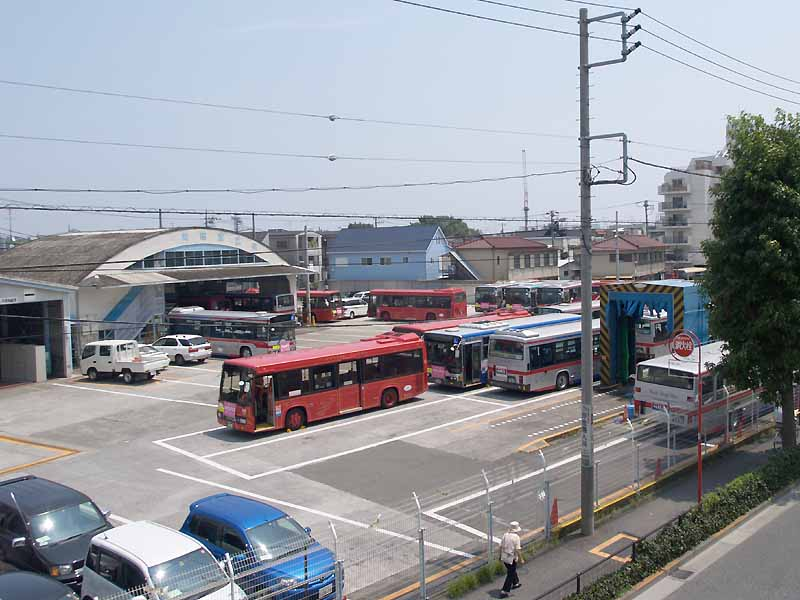
瀬田営業所（環八通りの歩道橋から俯瞰）、事務所が上野毛4-38-3にあった頃の風景

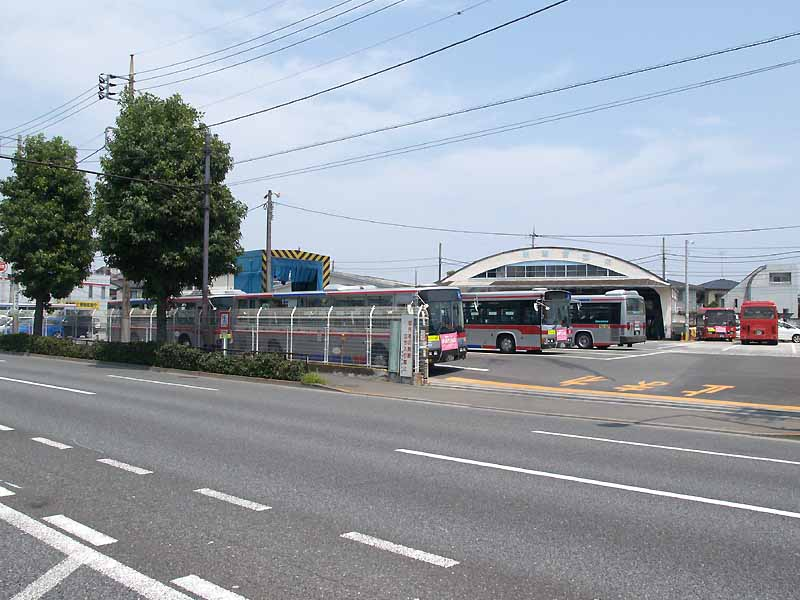
瀬田営業所、事務所が上野毛4-38-3にあった頃の風景

東急バス瀬田営業所（とうきゅうバスせたえいぎょうしょ）は、同社路線のうち、主に東京都世田谷区西南部の東急田園都市線、大井町線沿線を発着する路線を管轄している東急バスの営業所。営業所の略号は「S」。
車庫の所在地は東京都世田谷区上野毛四丁目37-7で、環八通り（東京都道311号環状八号線）に面している。事務所は以前、環八通りを挟んで向かいの瀬田二丁目にあった（かつての東急バス瀬田慎独寮に併設）が、後に東京都世田谷区上野毛四丁目38-3に移転し、更に車庫敷地内に再移転した。

## 沿革
瀬田営業所は、1956年（昭和31年）3月16日に戦後初の増設営業所（観光営業所を除く）として開設された営業所である。当営業所の管轄地域の大半は、戦後になってから市街化が始まっているため、路線は1950年代以降に新設されたものが多い。戦前のこの地域はバス路線自体が少なく、玉川電気鉄道が自社の鉄道に沿って渋谷 - 玉川・溝の口方面と駒沢で分岐して等々力方面に至る路線を、目黒蒲田電鉄（目蒲乗合）が駒沢・等々力の2つのゴルフコースへ向かう路線を運行していた程度であった。
営業所の開設当初は、主に多摩川沿岸地域から渋谷方面に向かう路線を担当していたが、学校線、砧線（現・二子成城線）、エビス線、弦巻線、上馬線など、世田谷区内を運行する路線が相次いで新設されると、これらを受け持つようになっていった。その後、周辺地域に弦巻、高津、駒沢の各営業所が新設されたことにより路線が移管され、さらに長距離路線の分断が進んだことなどにより、担当路線は世田谷区の西部に集中するようになっていった。
2001年3月16日より、東急トランセへの運営委託が行われている。同日より、環八・用賀の2路線、同年5月16日よりコーチ自由が丘線、7月16日より世田谷線、9月16日より玉堤循環・美術館の2路線、11月16日より二子成城・遊園地の2路線、2002年9月16日より大橋営業所からの移管に伴い等々力線を、それぞれ同社瀬田営業所に委託している。2007年6月13日には、同営業所所管路線にPASMOが導入されている。
2024年3月31日をもって東急トランセへの運営委託が終了。翌4月1日付で東急トランセが東急バスに吸収合併されたことに伴い、全路線の運営が東急バス直営となっている。
また、以前配置されていた貸切バスは下馬営業所に移管された。

## 現行路線

### 二子成城線
- 玉07：二子玉川駅 - 二子玉川 - 中耕地 - 吉沢 - 鎌田 - 砧中学校下 - 成城学園前駅（二子玉川駅発は終日、二子玉川駅行きは平日朝のみ。成城学園前駅における乗車は南口・降車は西口）（小田急バス狛江営業所と共同運行）
- 玉07：二子玉川駅 ← 二子玉川緑地前 ← 吉沢 ← 鎌田 ← 砧中学校下 ← 成城学園前駅（平日朝以外）（小田急バス狛江営業所と共同運行）
- 玉07：二子玉川駅 ← 二子玉川緑地前 ← 吉沢 ← 鎌田 ← 砧中学校下（平日朝１本のみ）
- 玉07：二子玉川駅 - 二子玉川 - 瀬田 - 瀬田営業所（出入庫）

世田谷区の二子玉川駅から、旧東急砧線の一部区間をたどりながら多摩堤通りを進み、小田急線成城学園前駅（南口）へ至る路線。小田急バスとの2社共同運行を行っている。

戦前はこの線にほぼ沿う形で、現在のJR南武線の前身である南武鉄道（現・太平洋不動産）が溝口駅 - 二子玉川 - 成城学園前というバス路線を有していたとの記録がある。南武鉄道のバス部門は、1940年（昭和15年）に子会社入りした立川自動車運輸（現・立川バス）に統合される。戦後の混乱の中、立川バス溝口営業所は1952年（昭和27年）に川崎市交通局（現・川崎市バス鷲ヶ峰営業所）へ売却され、この時に都内部分の運行は取りやめられた。そして、東急と小田急バスの2社が二子玉川園駅 - 成城学園前駅間の運行を始めることとなった。
1956年（昭和31年）4月10日付けで東急単独の砧線として改めて開設。同年6月1日には二子玉川線の一部となり、大田区の国鉄大森駅まで延長された。一方、小田急は同じ頃二子玉川園駅 - 成城学園前駅 - 祖師ヶ谷大蔵駅 - 千歳烏山駅 - 岩崎学生寮という路線の一部として運行していたが、1960年代半ば頃に両社とも路線を分割・短縮し、二子玉川と成城学園前を結ぶ現在の形で共同運行するようになった。
沿線には東急グループの五島育英会が運営する東京都市大学付属小学校、中学校・高等学校の他、都立世田谷総合高校（旧・都立砧工業高校）、科学技術学園、成城学園初等学校、中学校高等学校があり、それら学校への通学輸送の役割が重い。また、成城学園前駅から駒澤大学玉川キャンパスへ向かう学生の需要もある。一方、小田急線と東急田園都市線・大井町線の急行停車駅同士を結ぶ鉄道短絡輸送、世田谷区鎌田の地域輸送、小田急沿線から髙島屋玉川店、二子玉川ライズへの買い物客、楽天クリムゾンハウスへの通勤輸送、成城地区から二子空港線、二子成田線への接続など多彩な役割を持ち、この地域に欠かせない生活路線となっている。
2005年（平成17年）5月16日より、二子玉川駅周辺の渋滞による遅延回避のため、平日朝ラッシュ時間帯の二子玉川駅行が（成城学園前駅行（終日）と同様の）中耕地経由とされた。2011年（平成23年）4月1日付で砧農協前停留所は「砧中学校下」に改称された。さらに2012年（平成24年）8月1日、成城学園前駅の降車が西口へと変更された。
2023年（令和5年）3月1日より砧中学校下→二子玉川駅の便が新設された。また後述の宇奈根線運行形態変更に伴い、砧06運行時間帯の東急便に限り「東名高速下」に停車し、砧06→玉07の乗り継ぎが図られることとなった。ICカード利用で90分以内に乗り継いだ場合には乗継割引が適用される。オンデマンドバス輸送時間帯は、オンデマンドバスの天神森橋から鎌田へ徒歩移動し、ICカード利用で90分以内に本系統の東急バス便に乗り継いだ場合に乗継割引が適用される。
2023年（令和5年）7月1日からは小田急バスの玉07・玉08も砧06運行時間帯に「東名高速下」へ停車するが、ICカード乗継割引は対象外となる。
2024年3月24日に東急バスが運賃改定を実施し、大人230円・子供115円（現金120円）となった際には、小田急バスの運賃は据え置きされたものの、こちらも同年6月1日に運賃改定を実施し、大人240円・子供50円（現金120円）とされたため、現在は運賃が一切統一されていない。

### 遊園地線
- 玉11：二子玉川駅 - 明神池前 - 玉堤一丁目 - 多摩川駅
- 玉11：二子玉川駅 - 上野毛駅 - 瀬田営業所（出入庫）
- 玉11：瀬田営業所 - 上野毛駅 - 明神池前 - 玉堤一丁目 - 多摩川駅（出入庫）

遊園地線は、二子玉川駅から多摩堤通りを二子成城線とは反対の方向に走り、東急東横線多摩川駅に至る路線である。かつて多摩川沿いにあった2つの遊園地、二子玉川園と多摩川園を結ぶ路線として1955年（昭和30年）に開通した路線で、東急電鉄の寄付によって同年完成した「多摩川パークウェイ」を経由し、初期の段階ではボディに動物の絵を描いた車両が使われるなど、レジャー路線の色彩が濃かったようである。
両端の遊園地が消えた同路線ではあるが、現在もレジャー色は少なからず残っている。野毛の桜堤や、河川敷の公園やグラウンド（かつては巨人軍グラウンドがあった）は、日曜などは家族連れやスポーツを楽しむ人たちで賑わう。終点近くには、かつて「タマちゃん」の愛称で親しまれたアザラシが現れた地点がある。東京都市大学世田谷キャンパスへは、この路線を利用すると大学構内へ二番目に近い。
路線の運行状況は開通時からあまり変化がないが、担当営業所は変わっている。開通当初は中延営業所の所管だったが、瀬田営業所の開設とともに瀬田が担当し、さらに1962年（昭和37年）4月の日吉営業所開設と同時に日吉へ移管。その後中延に戻り、1981年（昭和56年）6月の中延閉鎖で瀬田に復帰して現在に至る。東急電鉄では社内報『清和』の中で、営業成績が芳しくなかったためにこのような「たらい回し」的所管換えが続いたと当時の様子を記録している。
原則として中型ノンステップバスで運行されていたが、現在は中型ロング車や大型車で運行される事がメインになっており、最近のダイヤ改正では増便が行われている。入出庫便は瀬田営業所発着が運転される。一部の便は明神池前でサービスプロパイダー（乗務員）の交代を実施する。瀬田営業所から明神池前までは距離があり、さらに玉川高校前付近の坂道があるため、営業所の自転車で移動する。
2010年6月1日（JST11:00）から、二子玉川駅周辺の道路切替により、二子玉川駅 - 明神池前間の経路が玉川高校経由から東急グループによる再開発地区「二子玉川ライズ」経由へ変更されている。
2015年（平成27年）9月5日より土休日のみ小杉駅東口への乗り入れを開始した。小杉駅東口への乗り入れが好評だったため、2016年（平成28年）9月1日のダイヤ改正からは平日の乗り入れも開始した。小杉駅東口への乗り入れ便における多摩川駅 - 小杉駅東口では丸子橋、新丸子駅付近を経由するがこの区間は無停車となり、また同区間に限り川崎市内運賃が適用される。丸子橋を渡る東急バスの一般路線は、1960年代まで存在した川崎営業所の久末線、日吉営業所の神奈川線以来45年ぶりの復活であったが、2021年（令和3年）4月1日のダイヤ改正で平日の乗り入れを終了し、土休日についても2022年（令和4年）4月1日のダイヤ改正に先駆ける形で、2022年3月27日をもって乗り入れを終了した。

### 美術館線

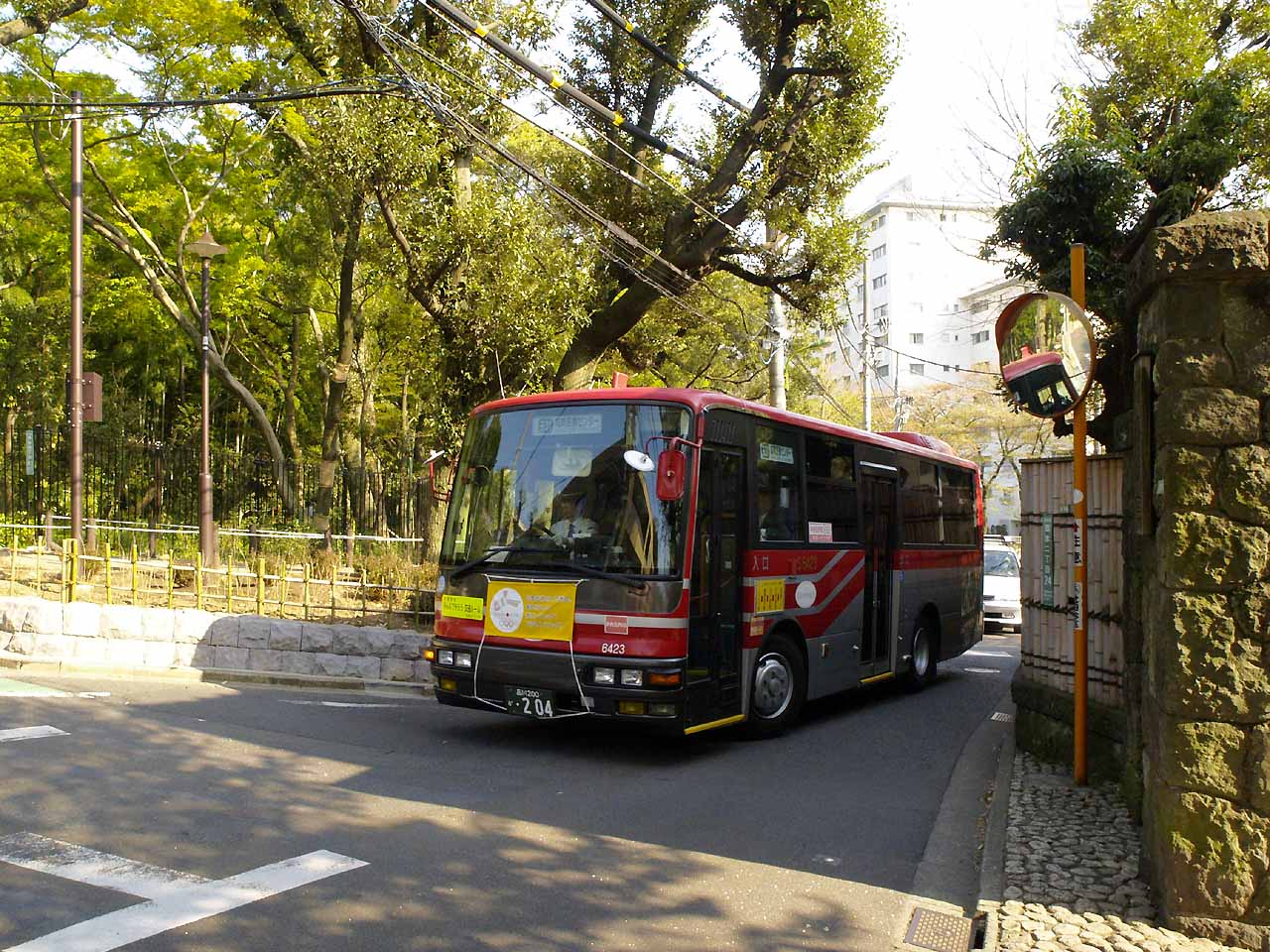
狭隘区間を行く玉31・32系統（S6423号車：静嘉堂文庫付近）

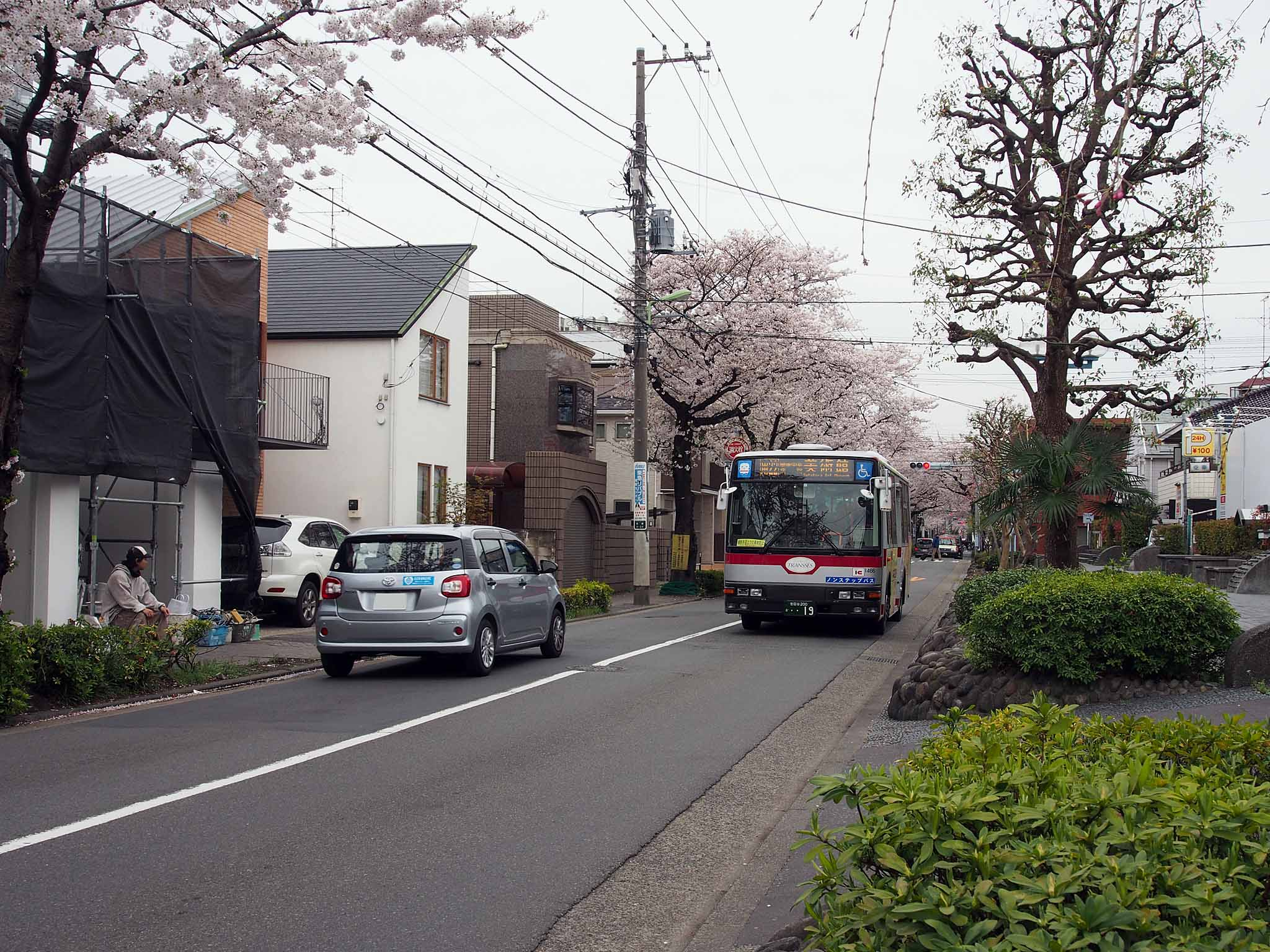
用21・22系統の経由する西用賀通りは春になると桜のトンネルになる（S1466号車：上用賀五丁目付近）

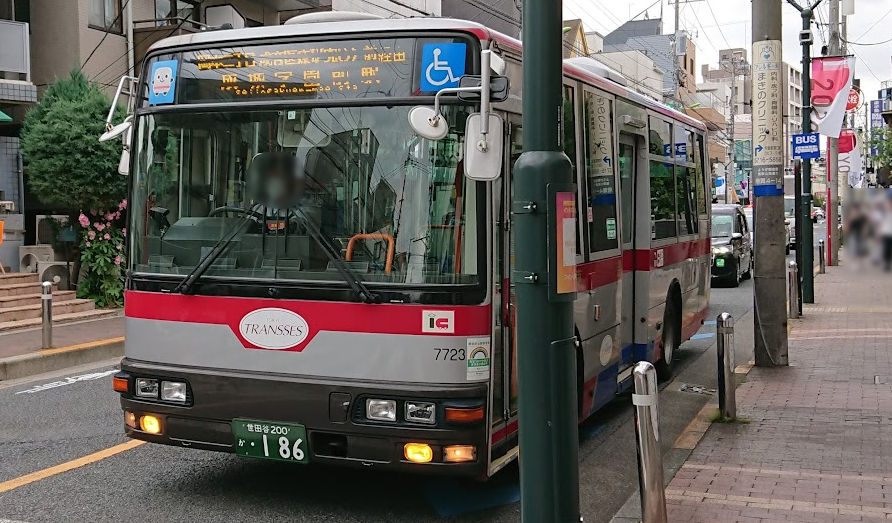
土曜日に運行される、用賀駅～岡本三丁目・成育医療研究センター前～成城学園前駅系統。成城学園前駅行は午後に、用賀駅行は夕刻に、各１本ずつ運行される。（S7723号車：用賀付近）

- 玉30：二子玉川駅→吉沢→玉川病院→吉沢→二子玉川駅
- 玉31：二子玉川駅 - 吉沢 - 岡本三丁目 - 成育医療研究センター前 - 成城学園前駅
- 玉31：二子玉川駅 - 吉沢 - 岡本三丁目 - 成育医療研究センター（早朝夜間のみ運行）
- 系統番号なし：二子玉川駅→吉沢→岡本三丁目→成育医療研究センター→美術館→二子玉川駅（休日１本のみ、旧・玉32）
- 用21：用賀駅 - 用賀地区会館 - 関東中央病院
- 用22：用賀駅 - 用賀地区会館 - 関東中央病院 - 美術館
- 直行：用賀駅 - 美術館（特別展示における増発時等に運行）
- 系統番号なし：用賀駅 - 上用賀三丁目 - 岡本三丁目 - 成育医療研究センター前 - 成城学園前駅

美術館線は、コーチ自由が丘線に次ぐ都内2番目の「東急コーチ」（デマンドバス）として、世田谷区の要請を受け開業した路線である。1987年（昭和62年）3月27日に二子玉川園駅 - 美術館で運行を開始した。当初は玉川病院・NHK技術研究所・大蔵病院（現・成育医療研究センター）の3停留所は、乗客の要望に応じて運行するデマンドルートとなっていた。
1989年（平成元年）4月1日から二子玉川園駅 - 美術館 - 用賀駅と延伸され、新たに関東中央病院が迂回ルートとして設定され、玉川病院は終日運行ルートに格上げされた。しかし全線を通しての利用や美術館を跨いでの利用が少なかったことから、1990年代中盤に美術館を境に系統分断された（迂回ルートは変更なし）。
さらに2001年（平成13年）3月1日にはデマンド機能を廃止して一般路線化され、従来は迂回ルートであったNHK技術研究所・成育医療センター・関東中央病院へは終日運行されることとなり、逆に美術館への運行は開館時間帯（このうち二子玉川駅発は日曜・休日のみ）に限られることとなった。ただし用22は世田谷美術館での特別展や砧公園でのイベント開催時には増発運行されることがある。また多客時には大型車による用賀駅 - 美術館直行系統が運行されることもある。
玉32は当初、二子玉川駅 - 成育医療センター - 美術館の往復運行であったが、2003年9月21日より二子玉川駅→成育医療センター→美術館→二子玉川駅の循環運転に変わっている。
玉31・玉32系統は、車両は東急コーチ時代から9mクラスの中型車（エアロミディMK、ツーステップ車）が就役しており、一般路線化されてからも玉川病院付近の起伏が激しく、極めて狭隘な区間を持つことから引き続きコーチ車を充当していた。その後2011年（平成23年）にコーチ車の代替として小型車の日野・リエッセが導入され、しばらくは同車に統一されていた。
2019年9月1日より、玉31・玉32の両系統が玉川病院を経由しなくなり、代替として玉30系統が新設された。玉30系統が新設された2019年9月1日のダイヤ改正より、小型車は玉30のみになり、玉31・玉32は小型車以外も使われるようになった。
2021年4月1日から前日3月31日に弦巻営業所所管の都立01系統が運行を終了したことに伴い、岡本三丁目～成育医療研究センター間で並行する玉31系統は、成育医療研究センター～成城学園前駅間を延伸した。この際、早朝夜間の成育医療センター折り返し便および美術館行きの便を除き、成育医療研究センターでは世田谷通り上のバス停を使用することになった。一方、日曜に運転されていた玉32系統美術館行きはわずか1便に減便された。東急バスのホームページに掲載されている時刻表や路線図から玉32の系統名は消されたが、車両側には引き続き表示されている。
また同日改正で成城学園前駅～用賀駅の便（岡本三丁目・上用賀三丁目経由、土曜夕方1便）が新設された。
用21・22系統は主に中型ノンステップ車での運行となっているが、ごくまれに先述の日野・リエッセやポンチョ運用に入る事もある。

### 等々力線
- 渋82：渋谷駅 - 大橋 - 三軒茶屋 - 駒沢 - 深沢不動前 - 等々力
- 渋82：渋谷駅 - 大橋 - 三軒茶屋 - 駒沢 - 深沢不動前 - 中町五丁目 - 瀬田営業所（出入庫）
- 渋82：瀬田営業所 - 中町五丁目 - 深沢不動前 - 等々力（出入庫）

等々力線は、渋谷駅と世田谷区南部の等々力を結ぶ路線である。瀬田営業所管轄の路線では、唯一終日渋谷駅へ足を伸ばす。東急田園都市線と大井町線で囲まれ駅から距離のある世田谷区深沢、中町、等々力の地域輸送を担うが、沿線に駒澤大学駒沢キャンパス、東京都市大学等々力キャンパス、日本体育大学世田谷キャンパス、都立園芸高校、東京学芸大学附属世田谷小学校、世田谷中学校など教育機関が多く立地する関係で、二子成城線と同様に通学輸送の役割が重い。
「等々力線」の名称からも推測できるように、この路線は等々力周辺（大井町線の北側）で最も早くから走っていた路線であり、1930年（昭和5年）11月16日に玉川電気鉄道が渋谷 - 園芸学校（現・都立園芸高校）前として開通したのが起源である。その後、若干の延長および戦時休止を経て、戦後は1950年（昭和25年）4月6日に渋谷 - 等々力間の東急単独で再開された。開設当初は瀬田営業所がなく、目黒営業所が担当した。

その翌年、1951年（昭和26年）5月6日から東京都交通局（都営バス）との相互乗り入れを開始。都営に合わせて102系統という番号が付けられ、神谷町・新橋経由で東京駅八重洲口まで運行した。等々力 - 東京駅間を結ぶ相互乗り入れ路線には他に目黒営業所の自由が丘線（東98）があるが、東98が目黒通りの開通によって自由が丘（現、八雲三丁目付近）から延長されて等々力まで至るようになったのは1959年（昭和34年）のことであり、両地点を結ぶ路線としては等々力線のほうが古い。東急バスにおける東京駅へ向けての相互乗り入れ線の新設は、等々力線が最後である。1956年の当営業所の開設と同時に目黒から移管されてきたが、1964年（昭和39年）の駒沢営業所開所時に再移管されて一度は担当から外れた。
東京都交通局第3次再建計画に伴う追加の路線再編成を兼ね、駒沢営業所の廃止を約1か月後に控えた1984年（昭和59年）2月16日付けで渋谷駅を境に分断され、都営は東京駅八重洲口 - 渋谷駅前間の東82、東急は渋谷駅 - 等々力間の渋82という2つの路線になった。分断当初、渋谷駅は東口（東急文化会館前）発着であった。都営の東82系統は1990年3月に系統番号が渋88系統となり、その後は東京駅丸の内南口発着への変更、新橋駅までの短縮、はとバス委託に伴う新宿支所への移管を経て現在も運行されている。なお同じ駒沢が開設以来担当してきた環七線も同時に分断され、等々力・環七の両路線は揃って大橋営業所に移管された。都営側は現在は両路線ともはとバス委託である。

さらに2002年（平成14年）9月16日の大橋営業所閉鎖に伴い瀬田に再度移管。駒沢開所時以来38年ぶりに元の担当営業所へ復帰した形となり現在に至っている。再移管された直後は大橋営業所からの転属車を含め、全車大型ツーステップバスで運行されていたが、現在は原則として全車大型ノンステップバスで運行されている。
利用状況は、路線北側の渋谷駅 - 駒沢大学駅と南側の駒沢大学駅 - 等々力の区間で異なり、前者は並行路線（渋11・12など）があることから終日利用者数は平均的だが、後者は朝夕特に混雑する。また、運行状況によっては、バス停をこの路線が単独で使用できる三軒茶屋で時間調整が行われることがある。等々力には、等々力駅東側の目黒通り陸橋下に等々力線専用の折返所があり、等々力停留所より西側の等々力操車所へは行かず、「等々力」が起終点である。駅前には停留所はなく、用賀中町通りと等々力通りの交差点付近に停留所が配置されている。

### 玉堤循環線（愛称・「タマリバーバス」）

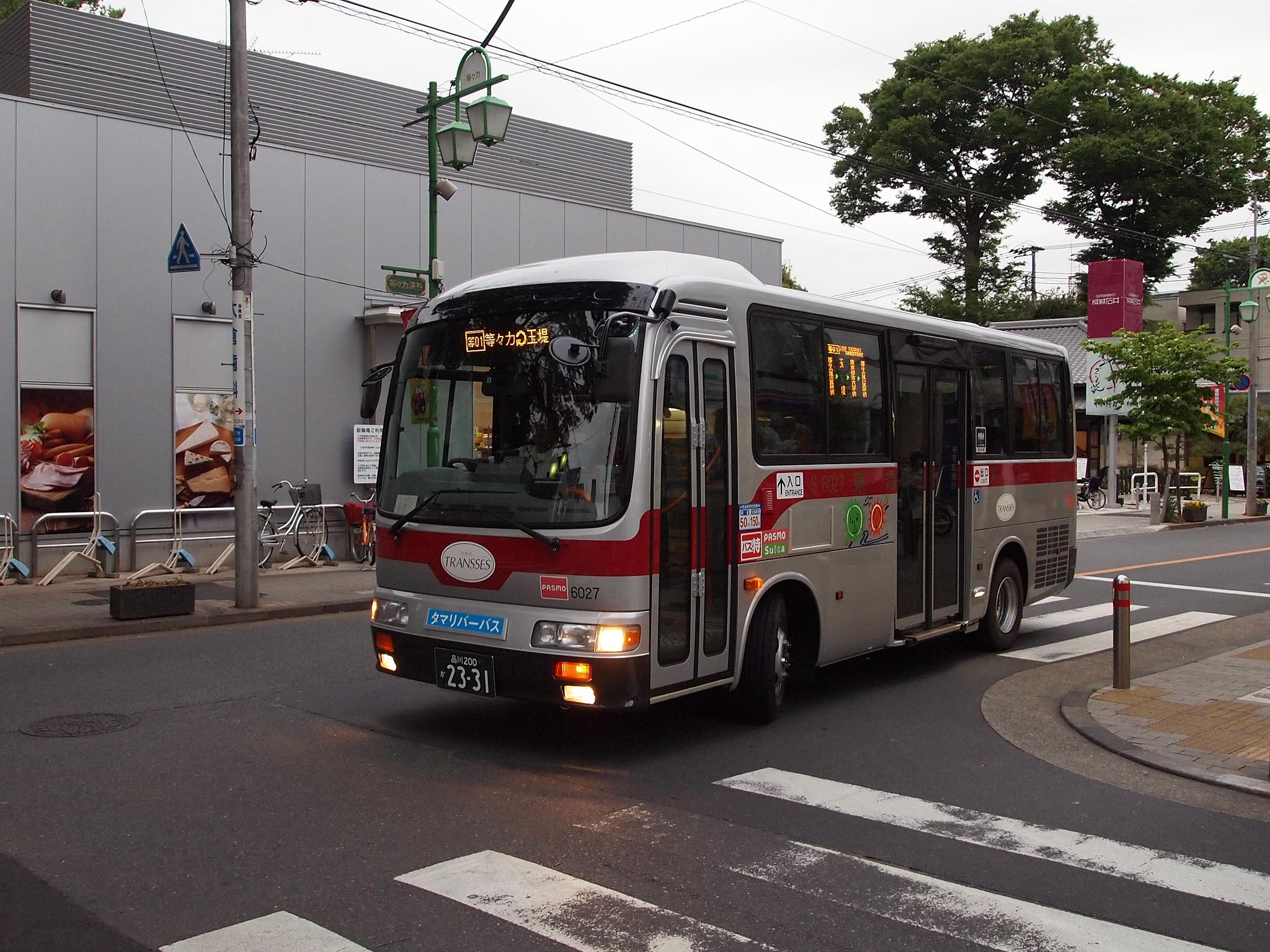
等01系統「タマリバーバス」(S6027)

- 等01：等々力（玉川支所前）→等々力不動尊→玉堤→尾山台駅→等々力（玉川支所前）

世田谷区玉堤と最寄の東急大井町線の駅を結ぶコミュニティバス。世田谷区のコミュニティバスとしては第1号となる路線である。
玉堤地区は多摩川河畔に位置し、最寄駅の東急大井町線等々力駅、尾山台駅から徒歩15分余りの距離がある上、途中に国分寺崖線の急坂が存在する。以前は地区南端の多摩堤通りに遊園地線（玉11系統）が走るだけであり、それも地域住民の移動ニーズに沿ったものではなく、公共交通改善が望まれていた。
1990年代後半になって世田谷区がコミュニティバスとして東急に運行を要請。1998年（平成10年）10月18日運行開始。運賃は一般路線同様の設定とされた。東急バスが運行し、世田谷区が補助を行う。
運行は等々力を基点とした一方通行の環状運転。等々力を通した乗車も可能である。起点停留所名は「等々力（玉川支所前）」で、世田谷区役所玉川総合支所等々力出張所前に専用停留所（3番のりば）を持ち、渋82・等11・等12の「等々力」停留所（用賀中町通り上）とは異なる。当系統のみ駅南側の「等々力商店街」停留所にも停車する。
狭隘な道路環境に合わせ、車両は全長7mクラスの小型車両が就役する。運行開始時は三菱ふそう・エアロミディMJワンステップ車（車椅子用スロープ板付き）の専用車が導入されたが、2011年に車椅子リフト付きの日野・リエッセに置き換えられた。車体前面には「タマリバーバス」の愛称が表示され、車体側面やバス停には可愛らしいイラストがシンボルとして描かれている。
行先表示は「等々力　玉堤」と、その間に東急トランセ代官山循環線同様、循環路線であることを示す丸い矢印のマークが表示されるが、代官山循環線とは異なり系統番号「等01」も表示される。初代車両のエアロミディMJでは青色の専用方向幕が使用されていたが、リエッセに代替後は通常色のLED表示となっている。また入庫便が存在し、その場合は等々力発の等々力行きとなり、行先表示は系統番号なしの「等々力」の表示のみとなる。
地域南北間の交通利便性向上を目的とする路線であるが、東京都市大学世田谷キャンパス構内へは当系統を利用すると一番近い。最寄りバス停は「東京都市大前」または「東京都市大東入口」。一方通行の環状運転のため、東京都市大前→東京都市大東入口の順に停車する。

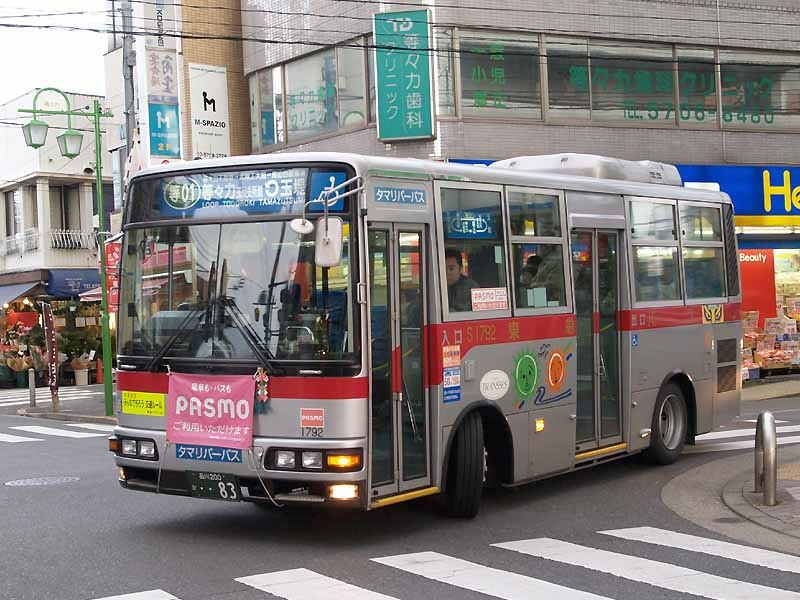
初代専用車(S1792)
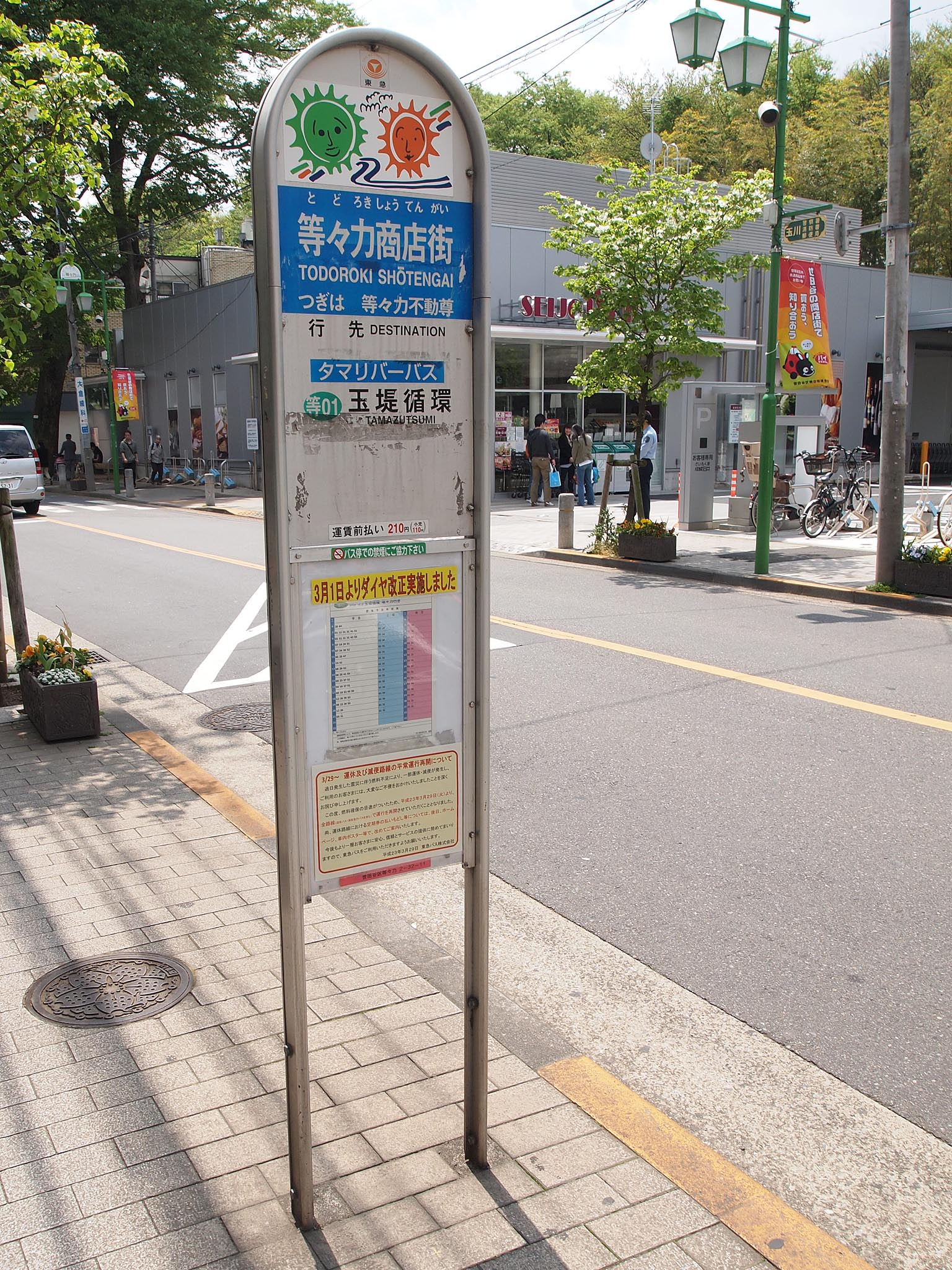
専用のバスポール（等々力商店街）

### 環八線
- 園01：田園調布駅 - 等々力駅入口 - 上野毛駅 - 瀬田営業所 - 瀬田 - 三本杉 - 千歳船橋

環八線は、線名の通り路線の大部分を環八通りが占める路線である。1971年7月16日に開通し、田園調布駅から千歳船橋（小田急線千歳船橋駅そば）までを走る。全区間通しが基本だが、一部は瀬田営業所発着がある。砧公園・世田谷美術館へのアクセス、田園調布雙葉学園・多摩美術大学上野毛キャンパスへの通学輸送などとしても利用されている。使用車両は三菱ふそう・エアロミディナローロングが主体であるが、土曜休日は日野・レインボー中型車も運用される。環八通りが渋滞することが多く、特に休日は大幅に遅延し無ダイヤ状態になることもある。かつては経年車が中心であり、しばしば運用に例外の発生することがあった。
世田谷区南西部と東横線横浜方面を渋谷を経由せずに短絡できるルートのため、田園調布駅側の乗り通し客が多い傾向にある。

### エビス線
- 玉21：二子玉川駅 - 上野毛駅 - 中町五丁目 - 深沢不動前 - 駒沢公園 - （←東京医療センター前） - 東京医療センター（東京医療センター前停留所は二子玉川駅方向のみ）

玉21は2017年（平成29年）4月1日に新設された系統で、路線としてはエビス線の一つに含まれている。日中時間帯のみの運行で、本数は1時間あたり1本程度。車両は中型車から大型車までを併用している。

### 用賀線
- 用01：用賀駅 - 覆馬場 - 農大前 - 千歳船橋 - 祖師ヶ谷大蔵駅
- 系統番号なし：瀬田営業所 - 中町五丁目 - 用賀駅（出入庫）

用賀線は、用賀駅から農大前、千歳船橋を経由して祖師ヶ谷大蔵駅を結ぶ路線と、瀬田営業所から用賀駅への出入庫路線から成る。1994年1月17日の路線再編成で、恵比寿駅 - 用賀 - 祖師ヶ谷大蔵駅間を運行していたエビス線が用賀駅バスターミナル乗り入れ開始と共に分割され、用賀駅 - 祖師ヶ谷大蔵駅が本路線となった。恵比寿駅 - 用賀駅はエビス線・恵32のまま瀬田営業所が担当していたが、2001年（平成13年）3月1日の東急トランセ委託化に際し、下馬営業所に移管された。ただし同年3月16日より、早朝・夜間に限って恵32のごく少数の便を用賀線の一部として再度、瀬田営業所が受け持つようになった。瀬田営業所担当便の一部には、恵比寿駅 → 瀬田営業所の入庫便も運行されていた。
2016年（平成28年）3月1日、恵32が瀬田担当便を含め下馬から瀬田に15年ぶりに全便再移管されたことにより、恵32の瀬田担当便が用賀線から分離された。
かつて用01の系統番号はかつて、美術館線用賀駅 - 美術館の系統に割り当てられていた。従って本路線の用01は２代目ということになる。

### 世田谷線
- 等12：等々力操車所 - 等々力 - 深沢不動前 - 中町五丁目 - 用賀駅 - 桜丘三丁目 - 成育医療研究センター前 - 成城学園前駅
- 等12：等々力操車所 - 等々力 - 深沢不動前 - 中町五丁目 - 用賀駅
- 等12：等々力操車所 - 等々力 - 深沢不動前 - 中町五丁目 - 瀬田営業所（出入庫）
- 等12：瀬田営業所 - 中町五丁目 - 用賀駅 - 桜丘三丁目 - 成育医療研究センター前 - 成城学園前駅（出入庫）
- 等12：三本杉 → 成育医療研究センター前 → 成城学園前駅（出庫）
- 用06：用賀駅 - 桜丘三丁目 - 成育医療研究センター前 - 成城学園前駅

世田谷線は、等々力操車所から玉川警察署、駒沢通り、用賀中町通り、世田谷通りを経由し、成城学園前駅（南口）までを結ぶ路線である。
この路線は昭和30年代後半の開通で、かつては田園調布駅を起点に運行されていた園03系統であったが、1994年（平成6年）1月17日の路線再編成で、上町線（園02系統・2018年廃止）との重複区間が多かった田園調布駅 - 九品仏駅 - 尾山台駅 - 等々力間が廃止された。同時に用賀駅バスターミナルへの乗り入れが開始された。
1995年（平成7年）7月17日、成城学園前駅側からの折り返し便として、用06系統が新設されている。
園03系統の短縮された区間のうち、同系統の単独運行区間であった奥沢七丁目 - 等々力間は、1998年10月16日に運行開始した世田谷区コミュニティバスの等01系統「タマリバーバス」に引き継がれた。奥沢七丁目に相当する停留所は「等々力五丁目」であるが、信号を挟んで数十メートルの至近距離にある。
主にナロー車及び大型車で運行されるが、ごくまれに中型車やコーチ専用車両（後述）、小型車（日野・リエッセ）で運行される場合もある。 近年はナロー車の除籍に伴い大型車の運用が多い。
2023年7月1日より、平日日中と土休日夜間帯について、用賀駅で運行を分断することとなった。これに伴い、用06と等12区間便または恵32と乗り継ぐ際にICカード乗継割引が適用されることとなり、90分以内に乗り継げば、乗り継ぎ先のバスで運賃が差し引かれないようになる。
なお、等11系統（祖師谷線）は弦巻営業所での運行となっている。

### 雪が谷線
- 多摩01：東京医療センター - 都立大学駅前 - 緑が丘駅 - 奥沢駅 - 雪が谷 - 多摩川駅

2011年3月1日に多摩01系統が下馬営業所から移管された。またこの時のダイヤ改正で渋33系統が減便され平日朝のみの運転になり、1往復を瀬田が担当するようになった。この路線は基本は中型車だが、日野・リエッセなど小型車も運用につくことがある。ごく稀に、大型車が運用につく事もある。また、雪が谷線の名は1989年4月1日に品90系統が廃止されて以来約22年ぶりの復活となる。
渋33系統はかつて渋谷駅から下丸子駅、池上駅を経由して大森駅（大森操車所）まで運行していた路線が前身。1981年6月に渋33系統と森10系統（大森操車所 - 田園調布駅。1993年11月廃止）に分割、渋33系統は丸子橋までの運行となったが、1989年に多摩川駅まで延長されている。当初は淡島営業所の担当だったが、1999年に下馬営業所に移管され、2014年9月1日に渋34系統が淡島営業所へ再移管され、渋33系統は平日朝のごく一部であるが、淡島との共同担当運行となった。
2017年（平成29年）2月1日、渋33系統の瀬田担当便が廃止され、渋33系統は淡島営業所単独の平日朝の初便（渋谷駅 - 多摩川駅）1往復と三宿始発の出庫便（三宿 → 多摩川駅）1便のみの運行となり、多摩01系統は瀬田単独の担当運行となった。
2018年（平成30年）2月28日をもって、厳しい状況が続いていることから渋33系統の運行は廃止された。

### 宇奈根線
- 砧06：砧本村→天神森橋→宇奈根一丁目→喜多見小学校→東名高速下→鎌田→砧本村
- 喜多見・宇奈根地区オンデマンド輸送：砧本村 - 天神森橋 - 宇奈根地区・喜多見地区の一部（予約制）

2023年（令和5年）3月1日運行開始。世田谷区のコミュニティバスのうちの１路線であり、世田谷区における路線名称は喜多見・宇奈根・砧本村循環路線〈砧06〉及び喜多見・宇奈根地区オンデマンド輸送（予約制）とされている。
2020年以降のコロナ禍で欠損額が多い状況にあった玉04・玉05を廃止し、再編したものである。朝7～9時台は砧06として運行し、砧本村で玉06と、東名高速下で玉07東急バス便と、PASMOやSuicaを利用してそれぞれ90分以内に乗り継ぐ場合に、乗り継いだバスで運賃が差し引かれないようになっている（東名高速下では砧06→玉07という乗り継ぎのみ可能）。2023年（令和5年）7月1日からは小田急バスの玉07・玉08も砧06運行時間帯に東名高速下に停車するが、乗継割引は適用されない。
9～22時はオンデマンド輸送とし、事前にウェブサイトもしくは電話で予約して利用する形態となっている。運賃は路線バスと同一で、乗降場「ミーティングポイント」を従来のバス停以外にも数か所設置している。砧本村で玉06と相互に乗り継ぐ場合と、天神森橋から鎌田へ徒歩移動して玉07二子玉川駅行（東急バス便のみ）へ乗り継ぐ場合は、PASMOやSuicaを利用して90分以内に乗り継ぐ場合に限り、乗り継いだバスで運賃が差し引かれないようになっている。

### コーチ自由が丘線

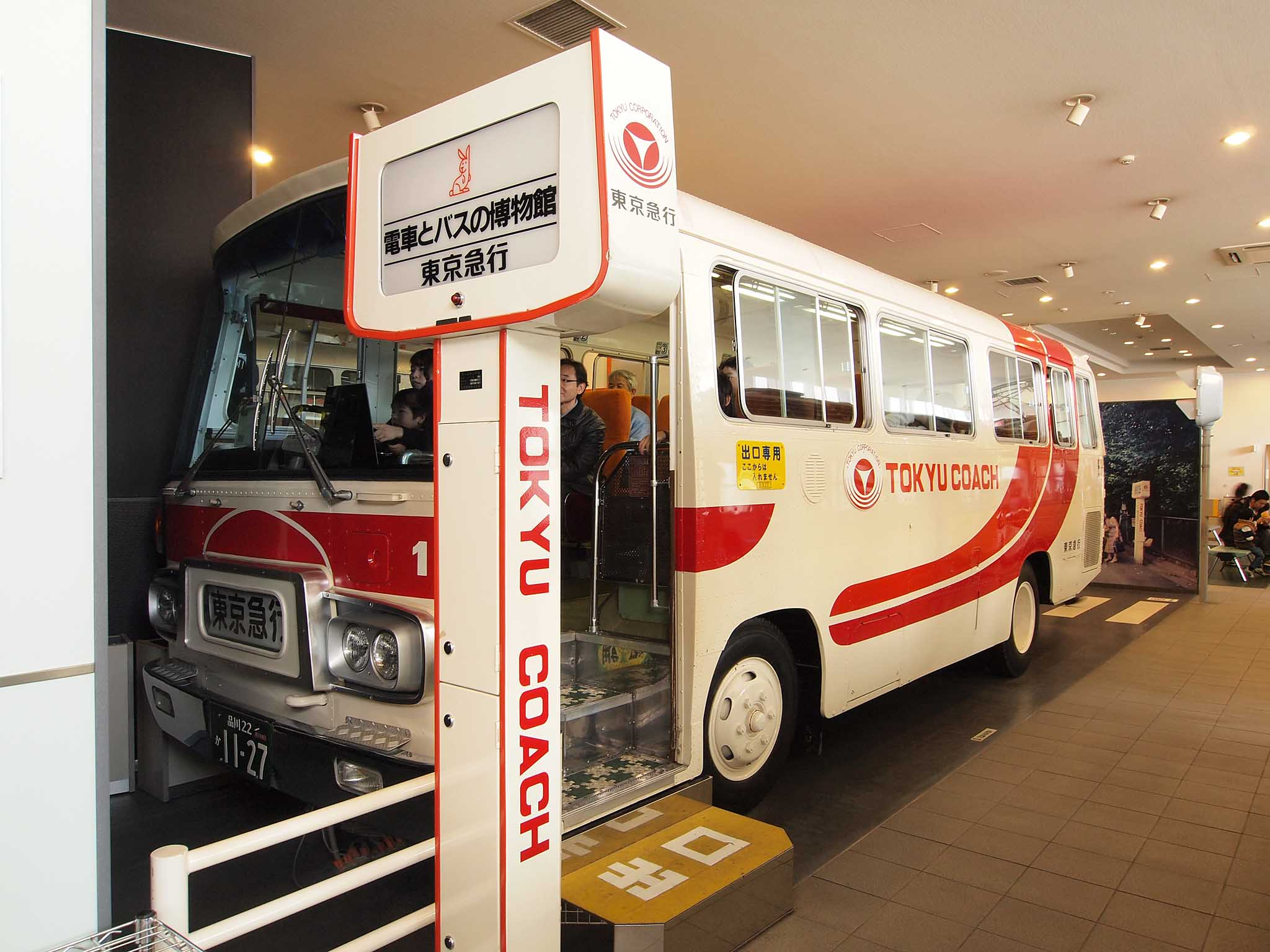
開業当初の車両（保存車）

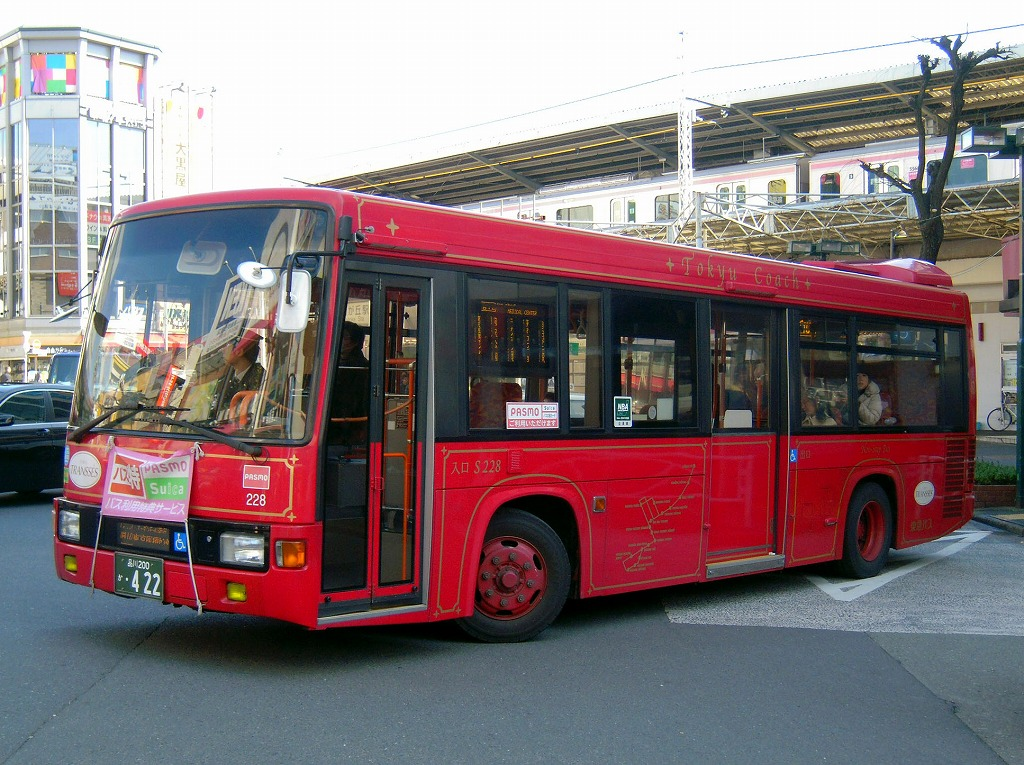
ノンステップ車（日野・レインボーHR、現在廃車）

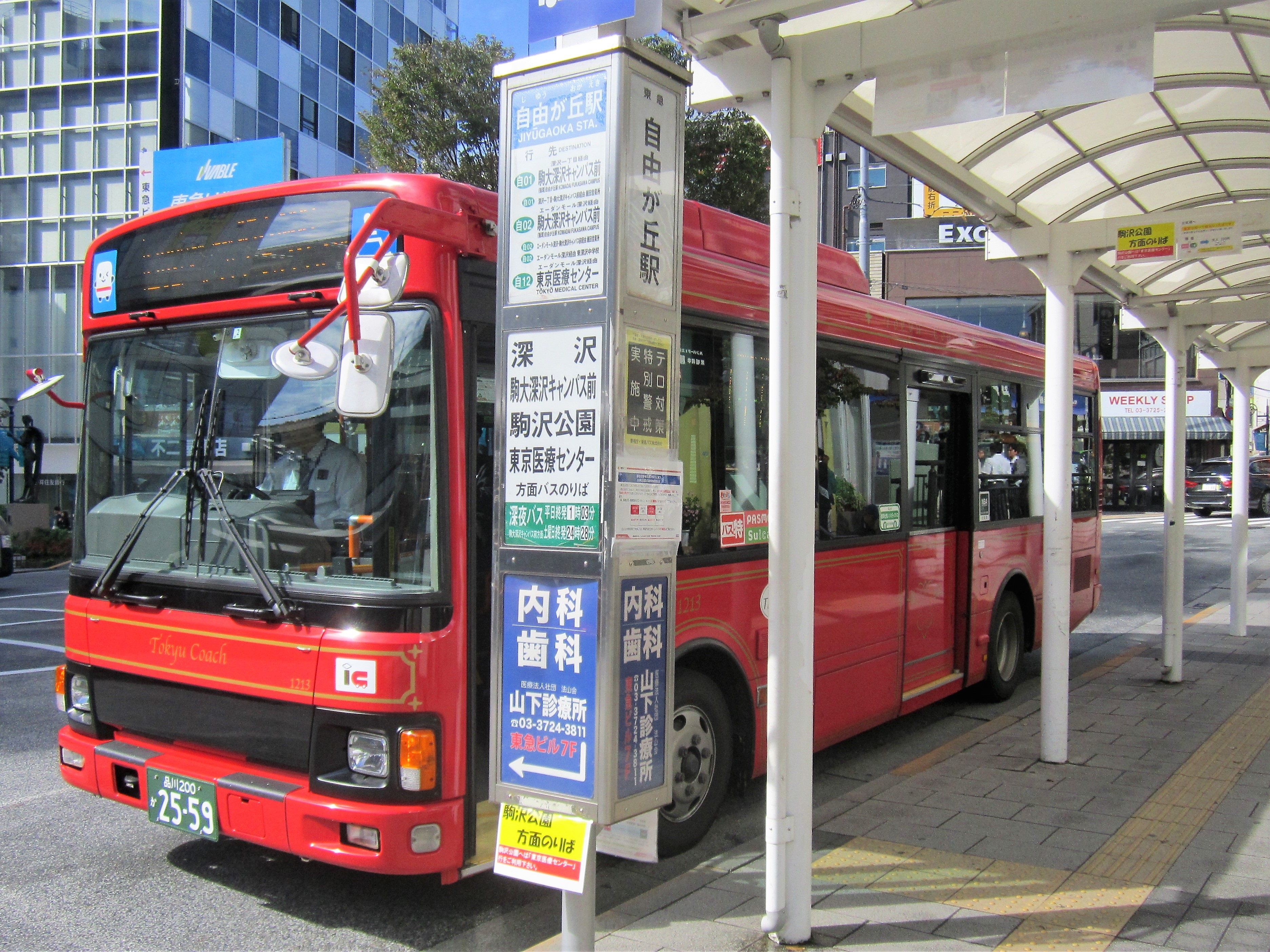
自由が丘駅前に停車中の車両

- 自01：自由が丘駅 - 等々力七丁目 - 深沢一丁目 - 深沢不動前 - {日体大裏→深沢六丁目→駒大深沢キャンパス前}（循環）
- 自01入庫：自由が丘駅→等々力七丁目→深沢一丁目→深沢不動前→深沢六丁目→駒大深沢キャンパス前→深沢不動前→中町五丁目→瀬田営業所
- 自02：自由が丘駅 - 等々力七丁目 - エーダンモール深沢 - 深沢不動前 - {日体大裏→深沢六丁目→駒大深沢キャンパス前}（循環）
- 自02出庫：瀬田営業所→中町五丁目→日体大裏→駒大深沢キャンパス前→深沢不動前→エーダンモール深沢→等々力七丁目→自由が丘駅
- 自02入庫：自由が丘駅→等々力七丁目→エーダンモール深沢→深沢不動前→日体大裏→深沢六丁目→駒大深沢キャンパス前→深沢不動前→中町五丁目→瀬田営業所（深夜バスあり）
- 自11：東京医療センター→駒沢公園→深沢一丁目→等々力七丁目→自由が丘駅（片道のみ）
- 自12：自由が丘駅 - 等々力七丁目 - エーダンモール深沢 - 駒沢公園 - 東京医療センター
- 系統番号なし：中町五丁目 - 玉川警察署 - 等々力七丁目 - 九品仏駅前 - 田園調布駅（土曜夕刻1往復のみ）

コーチ自由が丘線は、目黒区の自由が丘駅を起点とし、世田谷区の深沢方面へと運行する路線である。駒大深沢キャンパス前を終点とする自01・自02系統と、東京医療センターを終点とするの自11・自12系統からなる。沿線は早くから開けた住宅街であるが、マンションなどの住宅建設がなお進んでおり、利用客は増加傾向にある。特に自02の朝の自由が丘駅行きは混雑が激しく、積み残しが出たり、前扉から乗車できなかった客が例外的に中扉（降車口）から乗車する光景が見られる。
日曜・祝日の午後3時から午後6時までは、歩行者天国のため自由が丘駅前の一帯は封鎖される。これに伴い当路線は自由が丘駅に代えて自由が丘駅入口停留所での発着となる。自由が丘駅入口到着後は一度田園調布駅まで回送して折り返し、再び自由が丘駅入口から自01駒大深沢キャンパス方面もしくは自12東京医療センター行として営業運転に入る。
閑静な住宅街として知られる世田谷区深沢は近くに鉄道駅がなく、バス路線も渋谷や恵比寿など都心側のターミナルとを結ぶものが主であった。交通渋滞の激化により、こうした長距離路線が敬遠されるなか、バスの復権を目指した新たなサービスとしてデマンドバスの運行が検討され、その第1号路線として1975年（昭和50年）12月24日に開通したのが東急コーチのコーチ自由が丘線である。デマンドバスは、通常ルートのほかに乗客の要望に応じて運行する迂回ルートを持ち、迂回区間では停留所に設けられたコールボタンによってバスを呼び出すことができる。コーチ自由が丘線は当初、自由が丘駅 - 駒沢（当時の駒沢営業所。現・駒沢公園西口）の往復線として開業し、深沢一丁目、深沢六丁目に迂回ルート、フリー降車区間が設定されていた。
当初は駒沢営業所が担当していたが、廃止に伴い1984年3月に弦巻営業所へ移管、さらに1999年9月1日付で瀬田営業所の担当となった。
その後、迂回区間の運行頻度が上がったことなどを理由に、2000年（平成12年）10月1日限りでデマンド運行は終了した。これにより、深沢一丁目の迂回区間は時間帯に応じての運行、深沢六丁目はループ線に変更され駒沢四丁目行として運行されるようになった。しかし、まもなく運行上の問題が発生したことから、同年11月27日にダイヤ改正が行われ、駒沢四丁目停留所の廃止や停留所名変更などが行われた。2001年（平成13年）5月16日には、赤いレトロ調の色彩をまとった専用のノンステップバスが導入され、携帯電話でバスの位置が把握できるバスナビゲーションシステムも稼動を開始した。
2002年（平成14年）10月16日には東京医療センター関連の再編が行われ、自02（自由が丘駅 - エーダンモール深沢 - 東京医療センター：系統番号は当時）が開通した。また、2004年（平成16年）5月16日のダイヤ改正では、町会との協議により深沢一丁目の迂回区間運行時間短縮などが実施された。2006年（平成18年）12月18日のダイヤ改正では再び運行時間帯を広げ、運行系統や系統番号の変更などが実施された。
現在の基本的な運行形態は、次の通りである。
| 運行方向                        | 早朝～ 朝ラッシュ | 日中午前                    | 日中午後 | 夕ラッシュ ～夜間 | 深夜バス                        |
| ------------------------------- | ----------------- | --------------------------- | -------- | ----------------- | ------------------------------- |
| 自由が丘駅→駒大深沢キャンパス前 | 自02              | 自01                        | 自01     | 自01              | 平日：自02入庫 土休日：運行無し |
| 駒大深沢キャンパス前→自由が丘駅 | 自02              | 自01                        | 自02     | 自02              | 運行無し                        |
| 自由が丘駅→東京医療センター     | 運行無し          | 平日：自12 土休日：運行無し | 自12     | 運行無し          | 運行無し                        |
| 東京医療センター→自由が丘駅     | 運行無し          | 平日：自12 土休日：運行無し | 自11     | 運行無し          | 運行無し                        |

等々力七丁目 - 深沢一丁目と、日体大裏→駒大深沢キャンパス前は自由に降りることのできる「フリー降車区間」である。
この路線の深沢不動前～駒大深沢キャンパス前間は事実上の循環形態となっており、（自由が丘駅から）→深沢不動前→深沢不動前（駒沢通り口）→日体大裏→深沢六丁目→深沢小学校→駒大深沢キャンパス前→深沢不動前→（自由が丘駅へ）と走行する。そのため駒大深沢キャンパス前は終着扱いとはなっておらず、深沢不動前（駒沢通り口）を出発した時点で行先が自由が丘駅行きに変更される。
このほか、瀬田営業所への出・入庫便も存在する。入庫便は、自由が丘駅を出発した時点では駒大深沢キャンパス前方面行きとして運行されるが、深沢不動前（駒沢通り口）を出発した時点で行先が瀬田営業所行きに変更され、駒大深沢キャンパス前から深沢不動前（駒沢通り口）を再び通過し、瀬田営業所に向かう。
自01・自02の一部の便は、深沢六丁目でサービスプロパイダー（乗務員）の交代を実施する。瀬田営業所から深沢六丁目までは距離があるため営業所の自転車で移動する。
系統番号なしの便は2018年3月31日の園02廃止に伴い、同系統の独自区間の免許を維持するために運行されるものである。

### 砧・大蔵地区予約制乗合ワゴン
- 砧・大蔵地区予約制乗合ワゴン実証運行：祖師ヶ谷大蔵駅 - 砧1～8丁目・大蔵1～3丁目（予約制）

世田谷区が地域住民等と検討してきたコミュニティ交通で、2023年5月1日～2024年4月30日に実証運行されることとなった。祝日を含めた月・水・金曜日の8:30～18:00に運行している。運行実績を分析評価し、実証運行継続（最大3年間・2026年まで）の判断をするとしている。運行事業者として東急バスが選定された。 
運行ルートは固定されておらず、利用者の予約状況に応じて、AIを活用し乗降地点間を最適なルートで運行することとなっている。祖師ヶ谷大蔵駅の他、砧まちづくりセンター、カーメスト大蔵の杜（大蔵住宅）、大蔵運動公園、世田谷美術館付近が乗降地点に含まれている。運賃は大人300円、小児150円、70歳以上100円（要・乗車証明書）とし、交通系ICカードの利用を可能としている。
2024年3月に実証運行が1年延長される（2025年4月30日まで）ことが決定した。また5月1日より運行時間を8:30～19:00に拡大した上で乗降地点が2箇所追加された。2025年3月には実証運行を2026年4月まで継続することと、2025年10月をめどに運行日数を週5日（月～金）に拡充する旨が決定した。

## 廃止路線

### 雪が谷線（旧）
- 品90：品川駅 - 五反田駅 - 平塚橋 - 昭和大学前 - 洗足池 - 雪が谷 - 丸子橋
- 品90出入：品川駅 - 五反田駅 - 平塚橋 - 昭和大学前 - 洗足池 - 石川台 - 田園調布駅入口 - 等々力駅入口 - 上野毛駅 - 瀬田営業所
- 品90出入：瀬田営業所 - 上野毛駅 - 等々力駅入口 - 田園調布駅入口 - 石川台 - 雪が谷 - 丸子橋
- 反10：五反田駅 - 平塚橋 - 昭和大学前 - 洗足池 - 雪が谷 - 丸子橋

雪が谷線は、品川駅から五反田駅を経由し、中原街道を一直線に走って丸子橋に至る路線であった。1927年に池上電気鉄道が池上線の未通区間の連絡をかねて開通した、五反田駅 - 中延間の乗合自動車路線を起源とする古い路線であり、戦時休止を経て1947年（昭和22年）6月25日からは、都営バスとの相互乗り入れにより東京駅乗車口（現・南口） - 品川駅 - 五反田駅 - 洗足坂上間を運行するようになった。その後、雪が谷、丸子橋へと延長するなど、池上電鉄のバス車庫を引き継いだ中延営業所の主幹路線として発展してきた（後に東90の系統番号が与えられた）。

しかし、東京都交通局第2次再建計画に伴う追加の路線再編成により1979年（昭和54年）12月17日付で五反田駅を境に分断。反10：五反田駅 - 丸子橋、品90：品川駅 - 丸子橋の2つの系統に短縮された。さらに、1981年（昭和56年）6月23日付けで担当していた中延営業所の廃止により瀬田営業所へ移管されるが、都心直通の魅力を失っていた本系統は並行して走る東急池上線に乗客が急速に流れ、東急バス全体でも有数の不採算路線へと一気に転落。この結果1984年（昭和59年）2月15日限りで折り返し便の反10が運行を終了、さらに1989年（平成元年）3月31日限りで品90も運行を取りやめ、全線が廃止となった。品川駅から先の区間は都営単独の東90系統となって存続したが、1990年（平成2年）6月30日限りで廃止され、五反田駅 - 品川駅間の反90甲系統を経て現在は五反田駅と泉岳寺前の間だけが、都営バスの反96系統として残っている。
瀬田への移管直後は回送で出入りしていたが、二子玉川線の免許維持を兼ねて後に路線運行化された。冷房車はほとんど運用されなかった。

### 高速渋谷線
- （139甲→）東83：東京駅南口 - 都庁前 - 内幸町 - 霞ヶ関 - 溜池 - 六本木 - 西麻布 - 青山車庫前 - 渋谷駅 - 大橋 - 三宿 - 三軒茶屋 - 駒沢 - 桜新町 - 桜新町操車場
- （139乙→）東83：東京駅南口 - 都庁前 - 内幸町 - 霞ヶ関 -（首都高速）- 三軒茶屋 - 駒沢 - 桜新町 - 桜新町操車場（駒沢営業所、弦巻営業所と共管、都営バス渋谷営業所と共同運行）

1967年（昭和42年）12月10日の都電第1次撤去と同時に、その3か月前に開通したばかりの首都高速3号渋谷線を使った都心と郊外を結ぶ新しい通勤手段として、都営バス主導で企画され開設。駒沢・弦巻両営業所とともに都営との共同運行に参加した。1977年（昭和52年）に東急新玉川線（現・田園都市線）が開業したのをきっかけに乗客が鉄道へと転移し、交通局第2次再建計画に伴う追加の路線再編成により1979年（昭和54年）11月22日限りで廃止。
「高速○○線」という路線名称は、現在は深夜急行バス（高速青葉台線、高速新横浜線など）が使用している。

### 国領線
- 玉08：国領駅 - ジューキ前（現・国領八丁目） - 松原 - 狛江駅北口 - 砧農協前（現・砧中学校下） - 吉沢 - 中耕地 - 二子玉川園駅（現・二子玉川駅）（小田急バス狛江営業所と共同運行）

玉07系統と同じく多摩堤通りを進み、砧農協前（現・砧中学校下）で成城学園前駅方面とは反対に左折。弦巻営業所の調布線と同じルートで狛江町（現・狛江市）、調布市方面へ向かっていた。小田急と共同運行していたが、1975年（昭和50年）7月31日限りで東急が撤退。小田急バス単独となり、その後調布市側の起終点が調布駅南口に変更され現在に至る。

### 二子玉川線
- 森09：大森駅 - 長原 - 石川台 - 田園調布駅入口 - 等々力駅入口 - 上野毛駅 - 瀬田営業所 - 瀬田 - 二子玉川園駅（現・二子玉川駅）

二子玉川線は、大森駅から環七通り・中原街道・環八通りと経由して二子玉川園駅に至る路線で、最盛期には現在の二子成城線のルートを経て成城まで直通していた（前述）。石川台から田園調布付近までをショートカットし、この間が独自区間となっており、大森付近では馬込循環同様のループ運行となっていた。この独自区間は本系統の廃止後も、雪が谷線（旧）の出入庫ルートとして同系統の廃止まで残された。
この路線のうち、世田谷区内のルートの一部は、戦前の目蒲乗合（目黒蒲田電鉄）による田園調布駅 - 等々力駅 - 等々力ゴルフコース線と重複している。戦後は、1950年代に入り、大森駅 - 等々力、大森駅 - 瀬田の路線が相次いで開通したのち、1956年から大森駅 - 二子玉川 - 成城学園前駅の運行となった。1960年代に二子玉川園駅を境に分割され、当系統と現在も存続する二子成城線玉07系統となった後、中延営業所閉鎖に伴う路線再編成により1981年（昭和56年）5月25日限りで廃止された。現在は瀬田営業所 - 瀬田 - 二子玉川駅間が二子成城線玉07系統の出入庫便として残されている。

### 駒沢循環線
- 園05：田園調布駅 → 自由が丘駅入口 → 国立第二病院前（現・東京医療センター前） → 駒沢大学駅前 → 駒沢 → 深沢不動前 → 国立第二病院前 → 自由が丘駅入口 → 田園調布駅

田園調布駅から駒沢大学駅前まで渋11と同じルートを通り、真中（現、駒沢大学駅前）交差点より国道246号に入り駒沢交差点を左折、駒沢公園通りを通り、深沢不動交差点から駒沢通りを経て、国立第二病院（現、東京医療センター）へと抜けるルートを辿り、再び行きと同じルートで田園調布駅まで戻る路線。グランド線の途中打ち切りといえる路線で、1時間あたり1 - 2本が渋谷駅までの全線通し系統に混じって運転され、駒沢大学駅前到着時には車内アナウンスで「この車は三軒茶屋、渋谷駅には参りません」と言っていた。1982年（昭和57年）6月15日限りでグランド線に統合され廃止。

### 美術館線（一部路線の廃止）
- 玉09：二子玉川園駅 - （直行） - 美術館
- 用01：用賀駅 - 用賀消防署 - 玉川第五出張所（現・玉川台二丁目） - 用賀地区会館 - ひまわり荘 - 美術館

1986（昭和61）年3月30日の世田谷美術館開設に合わせ、二子玉川園駅と用賀駅からの2系統が新設された。玉09は翌年の東急コーチ化に伴い廃止、用01については利用者が少ないことから1988年頃に廃止された。

### 二子成城線（一部路線の廃止）
- 直行：砧本村→二子玉川駅（高津営業所と共管、平日夕方のみ）

一時期、瀬田営業所も本系統を担当していた。新設時期・廃止時期不明。

### 宇奈根線（一部路線の廃止）

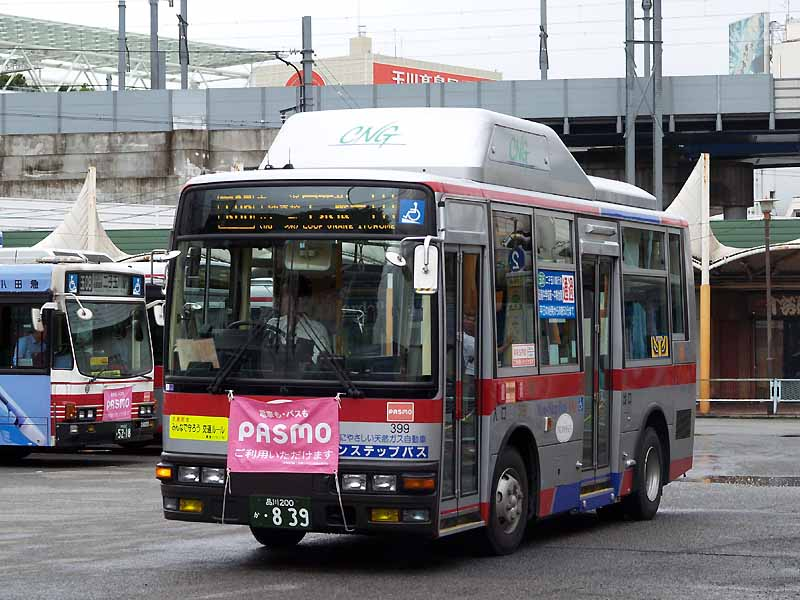
宇奈根線専用車（エアロミディME、現在廃車）

- 玉04：二子玉川駅→中耕地→吉沢→天神森橋→宇奈根一丁目→喜多見公園→喜多見小学校→鎌田→吉沢→二子玉川緑地前→二子玉川駅（日中時間帯）
- 玉05：二子玉川駅→中耕地→吉沢→天神森橋→宇奈根一丁目→喜多見小学校→鎌田→吉沢→二子玉川緑地前→二子玉川駅（朝夕時間帯）
- 玉05：二子玉川駅→中耕地→吉沢→天神森橋→宇奈根一丁目→喜多見小学校→鎌田→（世田谷総合高校・二子玉川以外通過）→二子玉川駅
※平日朝のみ。鎌田→二子玉川駅は中耕地経由で、世田谷総合高校・二子玉川のみ停車。

2007年（平成19年）4月9日運行開始。二子玉川駅方面と従来は連絡路線のなかった喜多見・宇奈根地区のコミュニティバスとして開業した。世田谷区における路線名称は喜多見・宇奈根地区コミュニティバス【玉05】、喜多見・宇奈根地区コミュニティバス（喜多見住宅延伸系統）【玉04】。扱いは一般のバス路線と同じであり、この形式で東急バスが運行する世田谷区コミュニティバスとしては等01「タマリバーバス」に続くものである（前述）。

宇奈根地区には和泉多摩川駅・狛江駅南口方面と連絡する小田急バス狛12系統があり、宇奈根線は南方向の二子玉川駅を指向する路線として設定されたものである。宇奈根一丁目バス停近くに、小田急バス狛12系統の起終点である「宇奈根」バス停が位置している。2013年10月1日のダイヤ改正では日中の便に限り、小田急バス喜多見住宅折返所に近い喜多見公園まで足を伸ばす玉04系統が新設された。
通過車両の重量に制限のある荒玉水道道路を経由するため、専用車として小型ノンステップバスの三菱ふそう・エアロミディME）が使用され、下馬営業所から移籍したCNG車2台と川崎営業所から移籍した2台の合計4台が充当されていた。これらの車両は後にすべて日野・ポンチョに代替されているが、稀に日野・リエッセが運用に入る場合があった。
喜多見小学校バス停案内放送に続き「時間調整のため、少々停車する場合がございます」と流れ、東名高速道路高架下に設けられた同バス停にてダイヤ調整をすることがあった。
2009年3月1日改正のダイヤによれば、平日朝5本は遅延防止と遠近分離のために鎌田→二子玉川間が中耕地経由となり、世田谷総合高校・二子玉川以外が通過となっている。開設当初は二子玉川のみの停車であったが、その後世田谷総合高校にも停車するようになった。
2020年以降のコロナ禍で欠損額が多い状況にあり、2023年3月1日より輸送需要に応じた運行形態への変更され、玉04・05は廃止となった。

## 移管路線

### グランド線
- 渋11：渋谷駅 - 三軒茶屋 - 駒沢大学駅前 - 東京医療センター前 - 自由が丘駅入口 - 田園調布駅

1956年（昭和31年）11月15日、田園調布駅まで延長されたときに目黒営業所から移管。他の路線と違いワンロマ車を集中配備したり、1990年代後半には導入初期だったノンステップバスを投入するなど差別化した。
出入庫に際しては田園調布駅から園01と同一ルートの環八経由で出入りする他、瀬田営業所 - 上野毛駅 - 玉川警察署 - 八雲三丁目 - 渋谷駅というルートで、渋谷駅方面から出入りする便が存在した。目黒営業所の黒02と同様の上野毛通り・目黒通り経由での出入りであった。

淡島営業所の幹線だった渋谷線を東急トランセ管理委託とした際に、当時まだ直営だった淡島営業所の規模を維持するため、1999年（平成11年）9月1日付で淡島へ移管された。その後、淡島も東急トランセに切り替わり、2003年7月16日付で管理委託路線となって現在に至る。

### IKEA港北シャトル（契約輸送）
- 直行：田園調布駅 - 第三京浜 - IKEA港北

2008年2月中に試験運行が開始されその後正式に運行が開始された。なおこの路線は無料であり、また高速道路を経由するため当営業所に配置されていた貸切観光バスの車両で運用されていた。その後、同年10月に新羽営業所に移管の後、2015年（平成27年）3月31日限りで廃止となった。

### エビス線
- 恵32：恵比寿駅 - 目黒区総合庁舎前 - 三谷 - 東京医療センター前 - 深沢不動前 - 中町五丁目 - 用賀駅
- 恵32：恵比寿駅 - 目黒区総合庁舎前 - 三谷 - 東京医療センター前 - 深沢不動前 - 中町五丁目（出入庫）
- 恵32：五本木 → 三谷 → 東京医療センター前 → 深沢不動前 → 中町五丁目 → 用賀駅（出庫）

2022年（令和４年）4月1日、瀬田営業所から弦巻営業所に全便移管された。

## 車両
かつては淡島と同様に三菱自動車工業（現・三菱ふそうトラック・バス）が事実上の指定メーカーとなっていたが、現在は日野車が加わっている。かつてはUD車も平行して導入されていた時期もある。一般塗装車の他にコーチ塗装車も在籍する。都内営業所でありながら、僅かにツーステップバスが配置されている。大型車、中型ロング車と中型車、小型車が存在し、小型車の一部は狭隘道路走行のため無線機を装備する。
例外として、1986年度にはワンロマ車のいすゞ・キュービックP-LV214Kが11台導入され、グランド線渋11系統に集中的に投入されていたほか、いすゞ車はほぼ同時期に荏原営業所から中型車が2台転入し、遊園地線玉11系統に投入されていた時期がある。
大型車は三菱ふそう車と日野車で、ふそう車はエアロスターとエアロスターS（UDトラックス・スペースランナーRAのOEM供給車）、日野車はブルーリボンIIが在籍する。2012年8月に廃車となったS1881号車は東急バスの一般路線車で最後まで残ったエアロスターツーステップ車であった。現在はほとんどがノンステップ車であるが、2012年9月にエアロスターワンステップ車のNJ→S692号車が虹が丘営業所から1台転入しているが、2018年に除籍されている。S685号車は車体再生の際、青葉台営業所のAO1130号車と同じ路線バス先代塗装に塗り替えられたが、2018年2月に除籍された。中型ロング車は全て三菱ふそう製のノンステップ車で、三菱ふそう・エアロミディMKが在籍する。
中型車と小型車は日野・レインボー、リエッセ、ポンチョを中心に配置されている。2013年にはいすゞ・エルガミオが弦巻営業所から1台転入して活躍していたが短期間で廃車されている。このうち1200・1300番台のレインボーIIはコーチ自由が丘線専用車として、赤色の車体塗装となっている。レインボーIIのコーチ塗装車は2012年9月に増発用として初めて導入され、2013年からは200番台のレインボーHRの置き換え用として本格的に導入が開始され、2017年現在はレインボーIIに統一されている。三菱ふそう製小型車の、2014年8月に廃車となったS398とS399の2台は、東急バス全体でも唯一となるCNG車であった。日野・リエッセはリフト付きツーステップ車、その他の車両はノンステップ車である。過去にはUDトラックスの車両が大型・中型ともに弦巻から転属してきたことがあるが、いずれも経年車であり短期間で廃車となった。